# Enrico Farinone
Enrico Farinone (Varallo, 24 giugno 1957) è un politico italiano.

## Biografia
Laureatosi a pieni voti in Scienze Politiche nel 1981 presso l'Università degli Studi di Milano con una tesi in Diritto del Lavoro sulla figura giuridica del dirigente d'azienda, ha svolto la professione di dirigente d'azienda presso la Direzione Risorse Umane di un grande gruppo industriale italiano. Giornalista pubblicista, ha collaborato dapprima con il settimanale democristiano la Discussione e con i quotidiani il Popolo ed Europa. È sposato dal 1986 e ha un figlio.

## Attività politica
Di formazione cattolica, ma aperto alle istanze di sinistra, nei primi anni settanta fu eletto nelle rappresentanze studentesche nelle liste dei Comitati Unitari per la Riforma della Scuola. Nel 1974 aderì al Movimento Giovanile della Democrazia Cristiana, riconoscendosi nelle posizioni politiche di Luigi Granelli e più in generale della corrente della sinistra interna al partito, la Base. Dal 1981 al 1985 fu segretario del Movimento Giovanile per la provincia di Milano. Dal 1985 al 1990 fu consigliere per la DC al comune di Sesto San Giovanni. Dopo lo scioglimento della DC, aderì al Partito Popolare Italiano, per il quale fu segretario provinciale dal 1996 al 2000. Aderì poi alla Margherita.
È stato deputato nel 2006 nella XV legislatura è stato membro della XI Commissione (Lavoro pubblico e privato); e successivamente  nella XVI, è stato vicepresidente della XIV Commissione (Politiche dell'Unione Europea).
Con l'adesione al Partito Democratico, ha promosso la nascita dell'associazione Quarta fase, di area cattolico-democratica.